# برنیس (لوئیزیانا)
برنیس (به انگلیسی: Bernice) شهری در ایالت لوئیزیانا کشور ایالات متحده آمریکا است که جمعیت آن در سرشماری سال ۲۰۱۰ میلادی، ۱٬۶۸۹ نفر بوده‌است.